# Unterseeboot 570
Le Unterseeboot 570 (U-570) est un U-Boot de type VII C utilisé par la Kriegsmarine pendant la Seconde Guerre mondiale et affecté à la 3. Unterseebootsflottille. Capturé en pleine mer par un avion de la Royal Air Force, il procure d'utiles informations et devient une prise de guerre pour la marine britannique.

## Conception
Unterseeboot type VII, l'U-570 avait un déplacement de 769 tonnes en surface et 871 tonnes en plongée. Il avait une longueur totale de 67,10 m, un maître-bau de 6,20 m, une hauteur de 9,60 m et un tirant d'eau de 4,74 m. Le sous-marin était propulsé par deux hélices de 1,23 m, deux moteurs diesel Germaniawerft M6V 40/46 de 6 cylindres en ligne de 1 400 cv à 470 tr/min, produisant un total de 2 060 à 2 350 kW en surface et de deux moteurs électriques BBC GG UB 720/8 de 375 cv à 295 tr/min, produisant un total 550 kW, en plongée.
Le sous-marin avait une vitesse en surface de 17,7 nœuds (32,8 km/h) et une vitesse de 7,6 nœuds (14,1 km/h) en plongée. Immergé, il avait un rayon d'action de 80 milles marins (150 km) à 4 nœuds (7,4 km/h; 4,6 milles par heure) et pouvait atteindre une profondeur de 230 m. En surface son rayon d'action était de 8 500 milles nautiques (soit 15 700 km) à 10 nœuds (19 km/h).
L'U-570 était équipé de cinq tubes lance-torpilles de 53,3 cm (quatre montés à l'avant et un à l'arrière) qui contenait quatorze torpilles. Il était équipé d'un canon de 8,8 cm SK C/35 (220 coups) et d'un canon antiaérien de 20 mm Flak. Il pouvait transporter 26 mines TMA ou 39 mines TMB. Son équipage comprenait 4 officiers et 40 à 56 sous-mariniers.

## Historique
Son histoire est originale. Ce sous-marin est lancé avec un équipage quasiment novice : les hommes d'équipage, dont le commandant, connaissaient peu la manœuvre d'un sous-marin. Cette inexpérience permet la prise du sous-marin, ainsi que l'apport d'informations précieuses pour les Alliés.
Le Commandant (Kapitänleutnant Hans-Joachim Rahmlow, né le 18 octobre 1909, mort le 13 juin 1967) entre dans la marine de guerre en 1928. Il exerce principalement dans l'artillerie côtière. Il sort d'un stage de formation, embarqué dans le sous-marin U-58, du 25 novembre 1940 au 15 mai 1941. Les autres officiers, sous-officiers et hommes d'équipage, au nombre total de quarante-trois, possèdent peu de pratique de la guerre sous-marine. Il s'agit pour beaucoup d'entre eux, de leur première patrouille de guerre.
Le bateau part de Trondheim le 23 août 1941, cap vers le sud de l'Islande à la recherche du convoi HX-145. Le 26 août 1941, l'équipage commet une erreur de navigation, échouant le bateau : deux heures sont nécessaires pour reprendre la navigation. La confiance dans le Commandant Rahmlow s'effrite.
Le sous-marin est repéré en surface par un premier avion Hudson du 269e Squadron de la Royal Air Force piloté par le sergent Mitchell, dont les grenades anti-sous-marines ne se détachent pas ; celui-ci signale la position du sous-marin. En mer d'Islande, pris par le mauvais temps, l'équipage peu endurci souffre du mal de mer. Le sous-marin fait de nouveau surface et son Commandant aurait négligé d'utiliser le périscope. Il émerge sous un bombardier anglais Lockheed Hudson indicatif S, également du 269e Squadron basé à Kaldadarnes piloté par le chef d'escadron réserviste James Herbert Thompson, aidé de son officier navigateur William John Oswald Coleman et de deux mitrailleurs, qui largue aussitôt quatre grenades anti-sous-marines. Le sous-marin plonge ; il est légèrement avarié. L'air s'emplit de chlore provenant de dégâts aux batteries. L'équipage panique, incapable de réparer. Le Commandant ordonne de faire surface. Le radio prend l'initiative d'émettre le message (en clair) : "Je ne peux plus plonger, je suis attaqué par un avion." Une bagarre éclate, le radio est pris à partie par trois mécaniciens. Les sous-mariniers ne veulent ni saborder le bateau, ni recevoir de secours d'autres sous-marins allemands. Les marins (une dizaine) venus chercher l'air frais sur le pont agitent une chemise blanche pour signifier leur reddition (ou : l'envers blanc d'une carte de marine). Le bombardier qui repasse pour les mitrailler signale cette reddition inattendue. Les sous-mariniers détruisent leur radio, endommagent la machine Enigma ainsi que des radars et jettent à l'eau les codes en vigueur. Mais une partie sera récupérée par les anglais, dont le manuel du Commandant contenant des codes utiles.

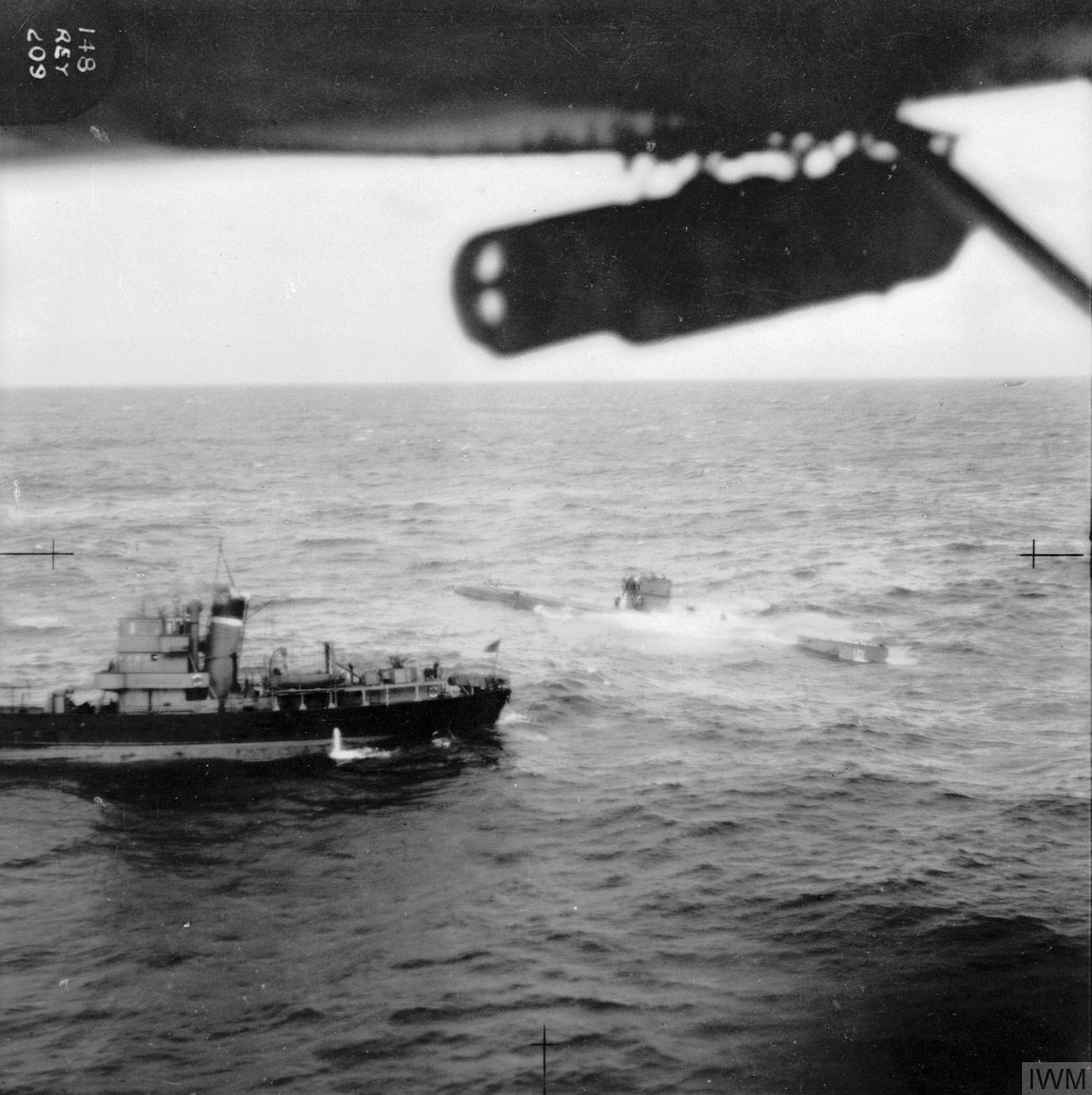
Capture de l'U-570 le 27 août 1941.

Le lendemain l'amiral Percy Noble donne l'ordre à plusieurs bâtiments d'intercepter l'U-570 : deux destroyers de quatre cheminées (four-stack) ex-américains, le canadien Niagara et le britannique Burwell et quatre chalutiers anti-sous-marins britanniques Kingstone Agathe, Northen Chief, Waswater et le Windernere. Le centre de commandement (Derby House) ordonne au Northen Chief d'éviter que l'U-570 ne se saborde. Un Catalina et plusieurs Hudson volent en cercles au-dessus de l'U-570, lâchant des fusées éclairantes afin de montrer sa route au Northen Chief. Le commandant prévient en Scott l'U-570 que s'il se saborde, il ouvrira le feu au canon et que les survivants ne seront pas secourus. Il ordonne au Commandant Rahmlow de passer à son bord. De fait, le Second Bernhardt Berndt devient le Commandant du bateau. Le 28 août 1941, deux destroyers et trois autres chalutiers anti-sous-marins arrivent sur les lieux. Malgré plusieurs incidents et plusieurs ruptures de câbles de traction, l'U-Boot est remorqué jusqu'à Thorlakshafn (Islande), le 29 août. L'entrée du sous-marin réparé, le 3 octobre 1941 au port de Barrow-in-Furness est filmée par les actualités cinématographiques.
L'analyse approfondie de ce sous-marin moderne conduit directement à l'usage du Torpex comme explosif des grenades anti-sous-marines et à leur réglage adapté à la résistance de ce type de bateau.
Les sous-mariniers de l'U-570 deviennent des prisonniers de guerre. Gardés au camp de Grizedale Hall (surnommé U-Boot Hotel par les Anglais), H-J Rahmlow ainsi que son Second sont jugés coupables de lâcheté et de couardise, par une cour martiale improvisée (un Conseil d'honneur) composé d'officiers sous-mariniers allemands prisonniers, présidée par Otto Kretschmer. Le Second, premier officier observateur, Bernhardt Berndt, meurt dans une tentative d'évasion qui aurait eu pour objectif de saboter le sous-marin.
Intact, le sous-marin est incorporé à la Royal Navy fin septembre 1942 sous le nom de HMS Graph.
Le 21 octobre 1941 dans le Golfe de Gascogne, le HMS Graph mène une attaque sans succès contre l'U-333. Quatre torpilles sont tirées, mais l'U-333 les évite.
En fin de l'année 1943, le Graph est mis en carénage à Chatham ; des défauts structurels se révèlent et il est placé en réserve à Aberdeen.
En mars 1944, il est remorqué vers la Clyde pour y être démantelé. Le 20 mars 1944, il s'échoue sur l'île d'Islay (Écosse) après avoir cassé le câble de remorque. Il est remis à l'eau puis démoli en 1947.

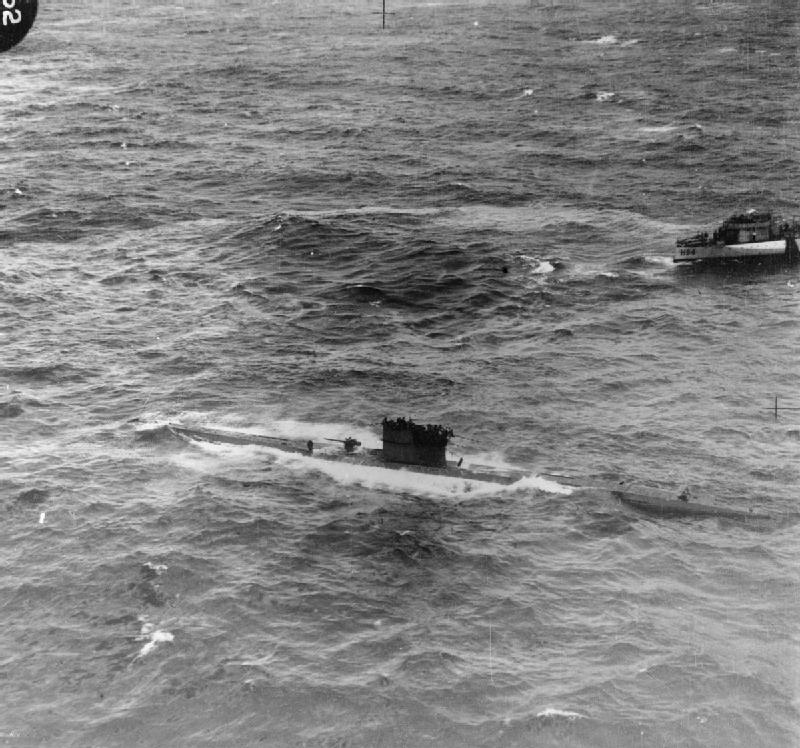
Reddition de l'équipage l'U-570 le 27 août 1941.
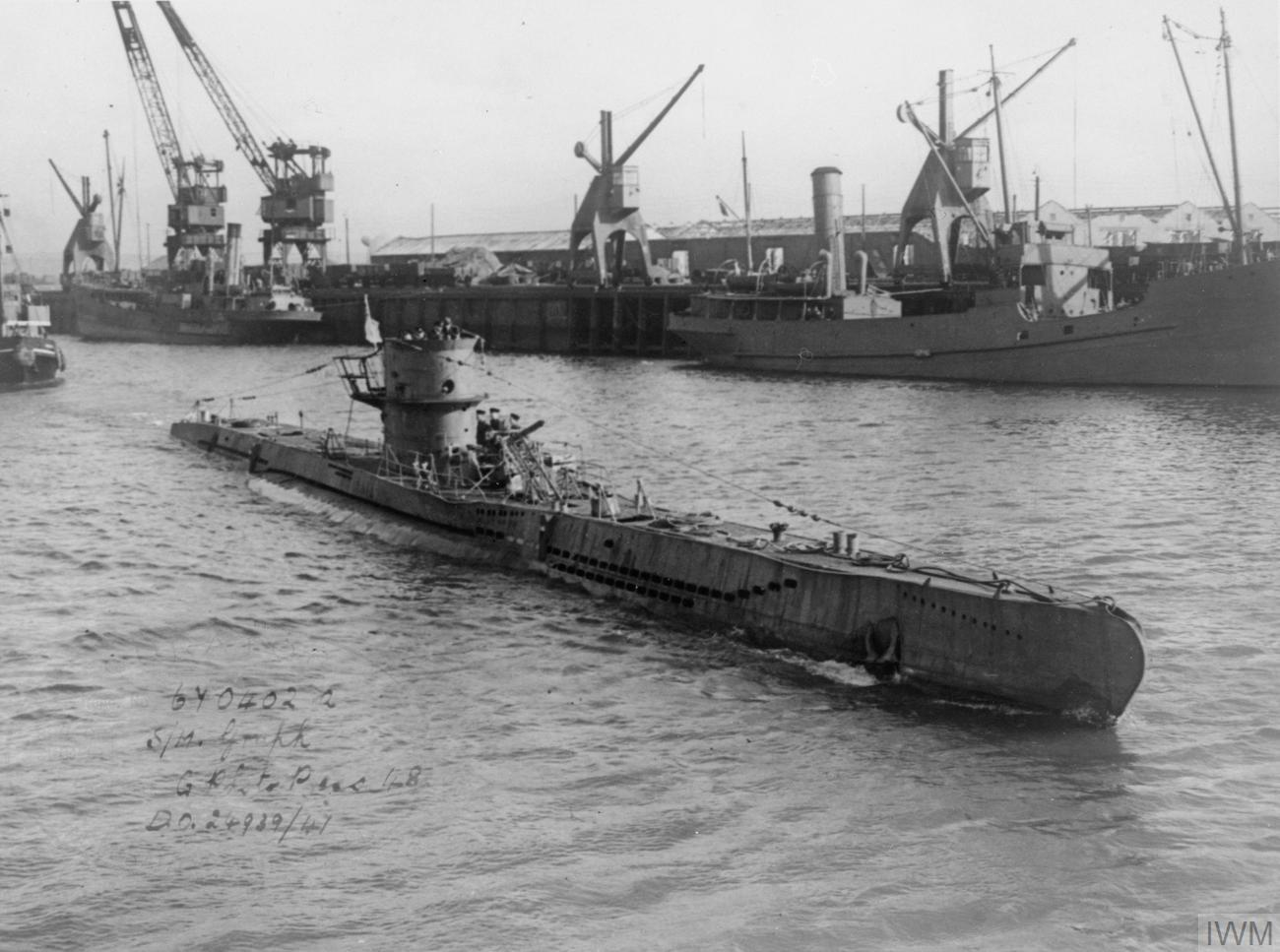
L'U-570 entre à quai à Barrow-in-Furness après sa capture par la Royal Navy le 3 octobre 1941.
Repas de l'équipage du HMS Graph lors d'essais en mer au large de La Clyde, en octobre 1941.
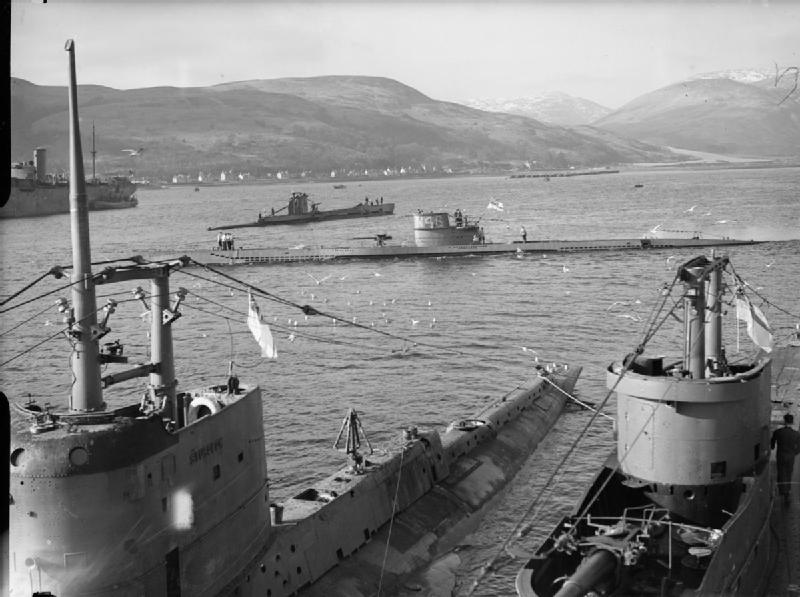
L'HMS Graph à Saint-Loch lors d'un voyage d'essai pendant la Seconde Guerre mondiale. Au premier plan, l'HMS Sturgeon (à gauche) et l'HMS Tigris (à droite) et en arrière-plan le sous-marin HMS Unbroken.

## Commandements
- Kapitänleutnant Hans-Joachim Rahmlow du 15 mai 1941 au 27 août 1941 :

## Patrouilles
|       | Commandant                  | Départ       | Départ    | Arrivée      | Arrivée | Jours   | Succès |
| ----- | --------------------------- | ------------ | --------- | ------------ | ------- | ------- | ------ |
| 1     | Kptlt. Hans-Joachim Rahmlow | 23 août 1941 | Trondheim | 29 août 1941 | Capturé | 7 jours |        |
| Total | Total                       | Total        | Total     | Total        | Total   | 7 jours | 0 t    |

Note : Kapitänleutnant

## Navires coulés
L'U-570 n'endommage ni ne coule aucun navire lors de l'unique (et chaotique) patrouille (sept jours en mer) qu'il effectue.